# F8 (álbum)
F8 es el octavo álbum de estudio de la banda estadounidense de heavy metal Five Finger Death Punch, lanzado el 28 de febrero de 2020 por Better Noise Records. Es el primer álbum con el baterista Charlie Engen, que se unió a la banda después de la partida de su baterista original Jeremy Spencer. F8 es también el primer álbum de la banda lanzado a través de la discográfica Better Noise Records.
Fue escrito y grabado desde mayo hasta octubre de 2019, F8 es considerado un "renacimiento" para la banda, según el guitarrista Zoltan Bathory.

## Trasfondo
El 9 de mayo de 2019, la banda lanzó un vídeo anunciando "un nuevo disco en proceso". El 2 de diciembre de 2019 la banda lanzó el sencillo "Inside Out", anunciando que su próximo octavo álbum de estudio se titularía F8 y sería lanzado el 28 de febrero de 2020. Según el vocalista Ivan Moody, el sencillo "Inside Out" describe su propia historia en cuanto a la adicción a las drogas. En cuanto al disco en sí, lo llamó su perdón después de lo que ha pasado en términos de su adicción y de sus amigos que perdió durante ese tiempo de luchas, como el difunto vocalista de Linkin Park, Chester Bennington.

## Listado de pistas
| N.º   | Título                   | Duración |  |
| 1.    | «F8» (instrumental)      | 1:15     |  |
| 2.    | «Inside Out»             | 3:46     |  |
| 3.    | «Full Circle»            | 3:22     |  |
| 4.    | «Living The Dream»       | 3:35     |  |
| 5.    | «A Little Bit Off»       | 3:11     |  |
| 6.    | «Bottom of the Top»      | 3:30     |  |
| 7.    | «To Be Alone»            | 3:45     |  |
| 8.    | «Mother May I (Tic Toc)» | 3:54     |  |
| 9.    | «Darkness Settles In»    | 4:41     |  |
| 10.   | «This Is War»            | 3:12     |  |
| 11.   | «Leave It All Behind»    | 3:31     |  |
| 12.   | «Scar Tissue»            | 2:53     |  |
| 13.   | «Brighter Side of Grey»  | 4:30     |  |
| 45:06 |                          |          |  |

Bonus tracks
| Bonus tracks |                           |          |  |
| N.º          | Título                    | Duración |  |
| 14.          | «Making Monsters»         | 3:03     |  |
| 15.          | «Death Punch Therapy»     | 3:08     |  |
| 16.          | «Inside Out» (radio edit) | 4:13     |  |
| 55:31        |                           |          |  |

## Personal
- Ivan Moody – Vocalista
- Zoltan Bathory – Guitarra rítmica
- Jason Hook – guitarra líder, coros
- Chris Kael – bajo, coros
- Charlie Engen – batería, percusión